# New York Jets 2012
La stagione 2011 dei New York Jets è stata la 43ª della franchigia nella National Football League, la 53ª complessiva. La squadra scese dal record di 8-8 della stagione precedente a 6-10, mancando l'accesso ai playoff per il secondo anno consecutivo. L'attacco dei Jets fu il terzo peggiore della lega mentre la difesa fu l'ottava migliore.

## Scelte nel Draft 2012

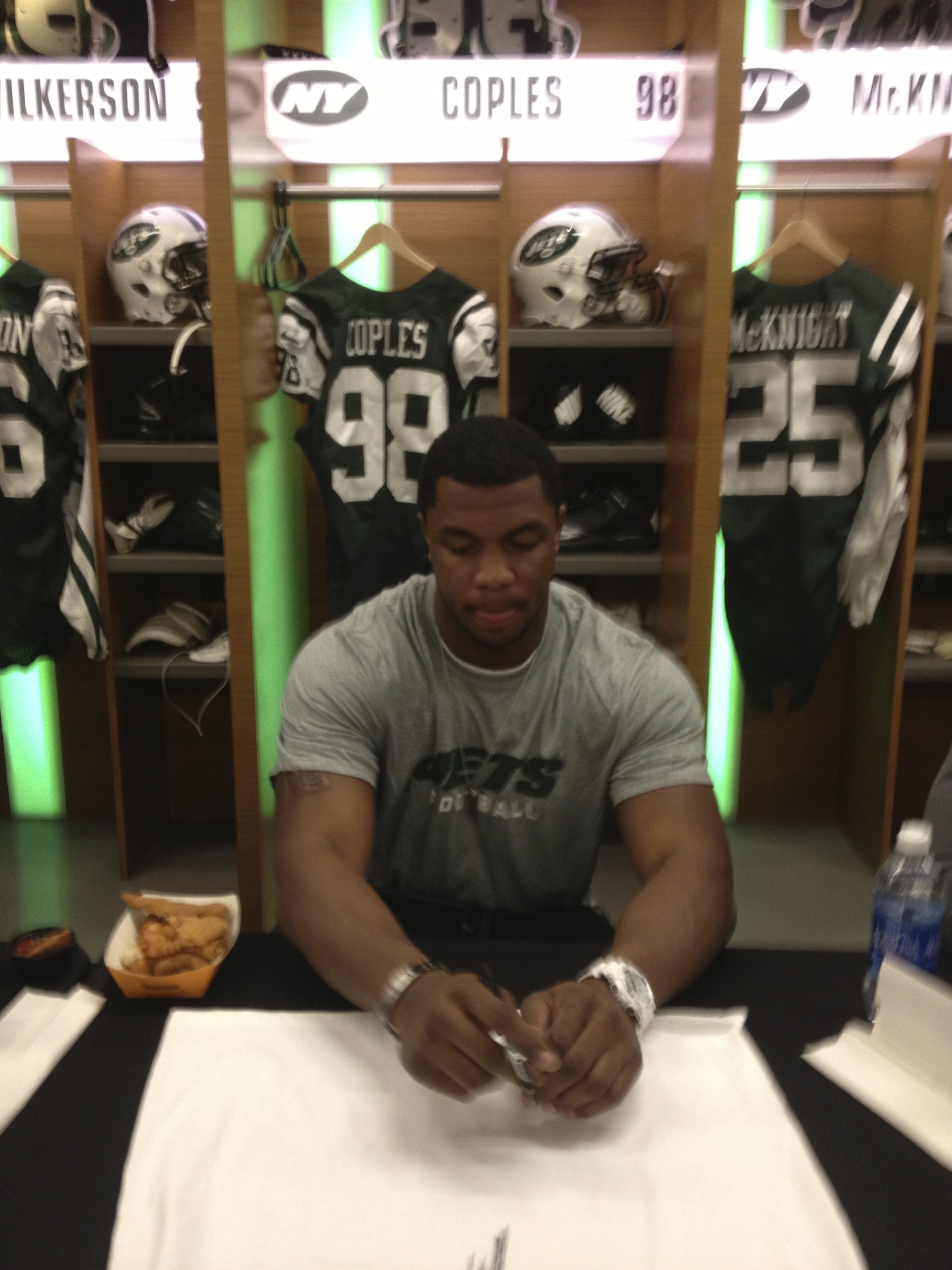
Quinton Coples è stato la scelta del primo giro dei Jets nel draft 2012

| Scelte dei Jets nel Draft 2012 | Scelte dei Jets nel Draft 2012 | Scelte dei Jets nel Draft 2012 | Scelte dei Jets nel Draft 2012 | Scelte dei Jets nel Draft 2012 |
| Giro                           | Scelta                         | Giocatore                      | Ruolo                          | College                        |
| ------------------------------ | ------------------------------ | ------------------------------ | ------------------------------ | ------------------------------ |
| 1                              | 16                             | Quinton Coples                 | Defensive end                  | North Carolina                 |
| 2                              | 43                             | Stephen Hill                   | Wide receiver                  | Georgia Tech                   |
| 3                              | 77                             | Demario Davis                  | Inside Linebacker              | Arkansas State                 |
| 6                              | 187                            | Josh Bush                      | Safety                         | Wake Forest                    |
| 6                              | 202                            | Terrance Ganaway               | Running back                   | Baylor                         |
| 6                              | 203                            | Robert Griffin                 | Guardia                        | Baylor                         |
| 7                              | 242                            | Antonio Allen                  | Safety                         | South Carolina                 |
| 7                              | 244                            | Jordan White                   | Wide receiver                  | Western Michigan               |

## Roster
| Roster dei New York Jets nel 2012 |
| --- |
| Quarterback - 14 Greg McElroy - 6 Mark Sanchez - 15 Tim Tebow Running Back - 23 Shonn Greene - 21 John Griffin - 36 Lex Hilliard FB - 25 Joe McKnight KR - 29 Bilal Powell Wide Receiver - 17 Braylon Edwards - 19 Clyde Gates - 11 Jeremy Kerley PR - 85 Chaz Schilens - 89 Jordan White Tight End - 86 Jeff Cumberland - 81 Dustin Keller - 87 Konrad Reuland FB - 82 Hayden Smith Offensive Linemen - 62 Vladimir Ducasse G - 60 D'Brickashaw Ferguson T - 77 Austin Howard T - 74 Nick Mangold C - 65 Brandon Moore G - 72 Caleb Schlauderaff G - 68 Matt Slauson G - 63 Jason Smith T Defensive Linemen - 98 Quinton Coples DE - 70 Mike DeVito DE - 93 Kenrick Ellis NT - 71 Damon Harrison NT - 91 Sione Pouha NT - 96 Muhammad Wilkerson DE Linebacker - 54 Nick Bellore ILB - 56 Demario Davis ILB - 52 David Harris ILB - 50 Garrett McIntyre OLB - 97 Calvin Pace OLB - 55 Ricky Sapp OLB - 57 Bart Scott ILB - 58 Bryan Thomas OLB Defensive Back - 39 Antonio Allen SS - 37 Yeremiah Bell SS - 32 Josh Bush FS - 31 Antonio Cromartie CB - 34 Donnie Fletcher CB - 30 LaRon Landry FS - 26 Ellis Lankster CB - 33 Eric Smith S - 27 Darrin Walls CB - 20 Kyle Wilson CB Special Team - 2 Nick Folk K - 3 Robert Malone P - 46 Tanner Purdum LS Lista delle riserve - 27 Royce Adams CB (IR) - 45 Josh Baker FB (IR) - 22 Aaron Berry CB (IR) - 83 Dedrick Epps TE (IR) - 84 Stephen Hill WR (IR) - 10 Santonio Holmes WR (IR) - 53 Josh Mauga ILB (IR) - 24 Darrelle Revis CB (IR) - 35 Isaiah Trufant CB (IR) Squadra di allenamento - 49 JoJo Dickson ILB - 92 Tevita Finau DE - 18 Royce Pollard WR - 51 Jacquies Smith OLB |
| Legenda - I rookie sono in corsivo. - Il primo ruolo è il principale mentre gli eventuali successivi indicano i ruoli secondari. - (IR) sta per Injured Reserve ed indica la lista ristretta per un solo giocatore infortunato che può tornare ad allenarsi dopo la settimana 6 e a rientrare in prima squadra dopo che questa ha giocato 8 partite. - (NF-Inj.) / (NF-Ill.) stanno rispettivamente per Non-Football Injured e Non-Football Illness ed indicano le liste dove viene inserito un giocatore che ha un infortunio o una malattia non dipendente dal football americano. - (PUP) sta per Physically Unable to Perform ed indica la lista dove viene inserito un giocatore mentre è in attesa di recuperare la condizione fisica. Nella stagione regolare dopo la sesta partita giocata dalla propria squadra, il giocatore ha tempo tre settimane per riprendere ad allenarsi, più tre settimane aggiuntive dal suo rientro agli allenamenti per rientrare in prima squadra. |

## Calendario
| Stagione regolare | Stagione regolare       | Stagione regolare  | Stagione regolare  | Stagione regolare    |
| Turno             | Avversario              | Risultato          | Record             | Stadio               |
| ----------------- | ----------------------- | ------------------ | ------------------ | -------------------- |
| 1                 | Buffalo Bills           | V 48–28            | 1–0                | MetLife Stadium      |
| 2                 | at Pittsburgh Steelers  | S 10–27            | 1–1                | Heinz Field          |
| 3                 | at Miami Dolphins       | V 23–20 (dts)      | 2–1                | Sun Life Stadium     |
| 4                 | San Francisco 49ers     | S 0–34             | 2–2                | MetLife Stadium      |
| 5                 | Houston Texans          | S 17–23            | 2–3                | MetLife Stadium      |
| 6                 | Indianapolis Colts      | V 35–9             | 3–3                | MetLife Stadium      |
| 7                 | at New England Patriots | S 26–29 (dts)      | 3–4                | Gillette Stadium     |
| 8                 | Miami Dolphins          | S 9–30             | 3–5                | MetLife Stadium      |
| 9                 | Settimana di pausa      | Settimana di pausa | Settimana di pausa | Settimana di pausa   |
| 10                | at Seattle Seahawks     | S 7–28             | 3–6                | CenturyLink Field    |
| 11                | at St. Louis Rams       | V 27–13            | 4–6                | Edward Jones Dome    |
| 12                | New England Patriots    | S 19–49            | 4–7                | MetLife Stadium      |
| 13                | Arizona Cardinals       | V 7–6              | 5–7                | MetLife Stadium      |
| 14                | at Jacksonville Jaguars | V 17–10            | 6–7                | EverBank Field       |
| 15                | at Tennessee Titans     | S 10–14            | 6–8                | LP Field             |
| 16                | San Diego Chargers      | S 17–27            | 6–9                | MetLife Stadium      |
| 17                | at Buffalo Bills        | S 9–28             | 6–10               | Ralph Wilson Stadium |

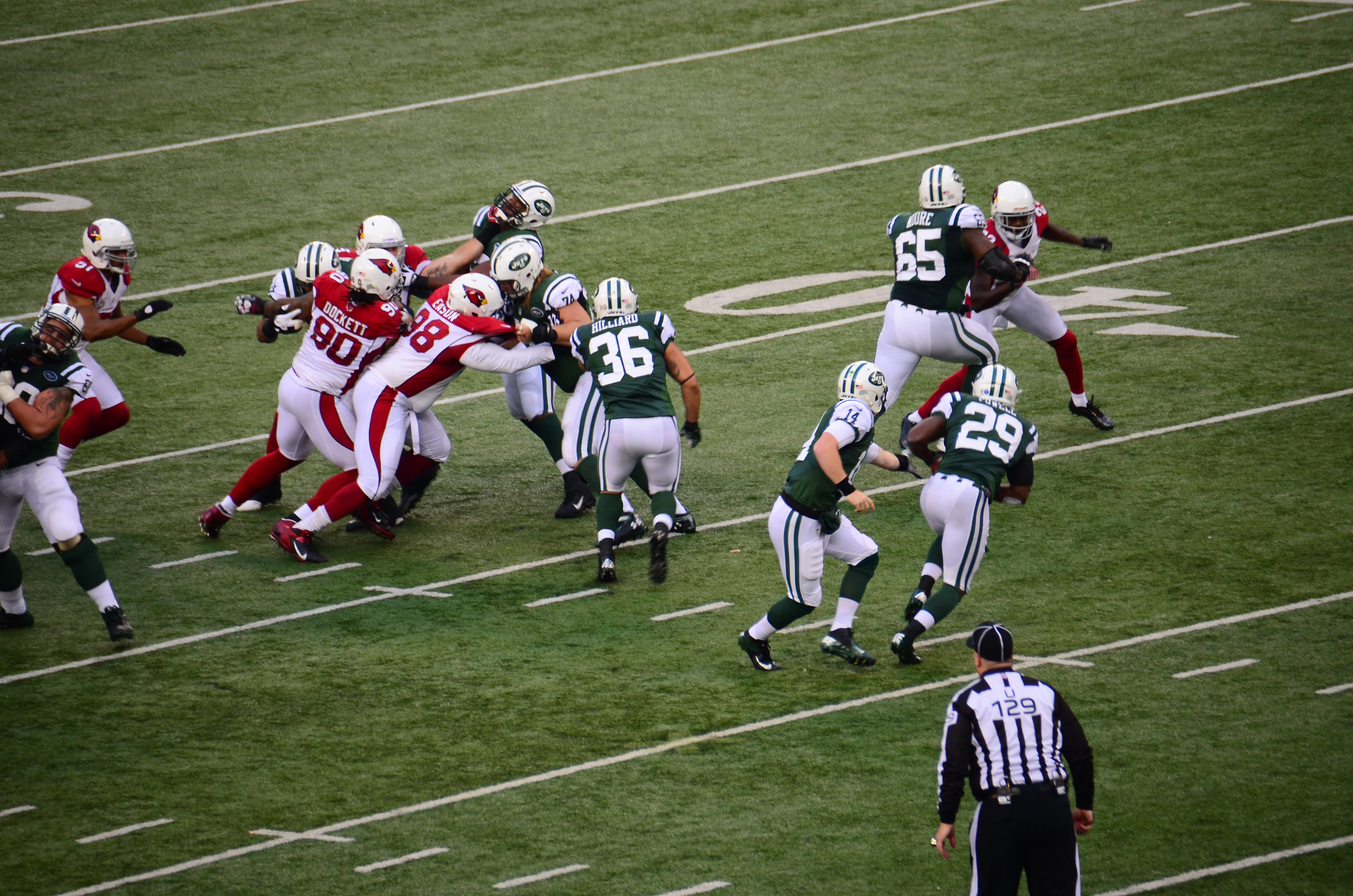
Greg McElroy mentre consegna il pallone a Bilal Powell contro gli Arizona Cardinals nella settimana 13

Nota: gli avversari della propria division sono in grassetto

## Classifiche
| AFC East                 | AFC East | AFC East | AFC East | AFC East | AFC East | AFC East | AFC East | AFC East | AFC East |
|                          | V        | S        | P        | %        | DIV      | CONF     | PF       | PA       | STR      |
| ------------------------ | -------- | -------- | -------- | -------- | -------- | -------- | -------- | -------- | -------- |
| (2) New England Patriots | 12       | 4        | 0        | .750     | 6–0      | 11–1     | 557      | 331      | V2       |
| Miami Dolphins           | 7        | 9        | 0        | .438     | 2–4      | 5–7      | 288      | 317      | S1       |
| New York Jets            | 6        | 10       | 0        | .375     | 2–4      | 4–8      | 281      | 375      | S3       |
| Buffalo Bills            | 6        | 10       | 0        | .375     | 2–4      | 5–7      | 344      | 435      | V1       |